# Meridiano 2 este
El meridiano 2 este de Greenwich es una línea de longitud que se extiende desde el Polo Norte atravesando el Océano Ártico, el Océano Atlántico, Europa, África, el Océano Antártico, y la Antártida hasta el Polo Sur.
El meridiano 2 este forma un gran círculo con el meridiano 178 oeste.
Comenzando en el Polo Norte y dirigiéndose hacia el Polo Sur, este meridiano atraviesa:
| Coordenades                    | País, territorio o mar | Notas                                                    |
| ------------------------------ | ---------------------- | -------------------------------------------------------- |
| 90°0′N 2°0′E / 90.000, 2.000   | Océano Ártico          |                                                          |
| 81°32′N 2°0′E / 81.533, 2.000  | Océano Atlántico       |                                                          |
| 61°0′N 2°0′E / 61.000, 2.000   | Mar del Norte          | Pasa justo al este de Lowestoft, Inglaterra, Reino Unido |
| 51°0′N 2°0′E / 51.000, 2.000   | Francia                | Pasa justo al oeste de París                             |
| 42°27′N 2°0′E / 42.450, 2.000  | España                 | Exclave de Llivia - durante 1 km                         |
| 42°26′N 2°0′E / 42.433, 2.000  | Francia                | Durante 9 km                                             |
| 42°22′N 2°0′E / 42.367, 2.000  | España                 | Pasa justo al oeste de Barcelona                         |
| 41°16′N 2°0′E / 41.267, 2.000  | Mar Mediterráneo       |                                                          |
| 36°34′N 2°0′E / 36.567, 2.000  | Argelia                |                                                          |
| 20°15′N 2°0′E / 20.250, 2.000  | Mali                   |                                                          |
| 15°19′N 2°0′E / 15.317, 2.000  | Níger                  | Pasa justo al oeste de Niamey                            |
| 12°44′N 2°0′E / 12.733, 2.000  | Burkina Faso           |                                                          |
| 11°25′N 2°0′E / 11.417, 2.000  | Benín                  |                                                          |
| 6°17′N 2°0′E / 6.283, 2.000    | Océano Atlántico       |                                                          |
| 60°0′S 2°0′E / -60.000, 2.000  | Océano Antártico       |                                                          |
| 69°57′S 2°0′E / -69.950, 2.000 | Antártida              | Tierra de la Reina Maud, reclamada por Noruega           |